# Peter Roth
Peter Roth, né le 30 janvier 1961 à Schönau am Königssee, est un ancien skieur alpin allemand.

## Palmarès

### Coupe du monde
- Meilleur résultat au classement général : 26e en 1990
  - 1 victoire : 1 slalom

#### Saison par saison
- Coupe du monde 1981 :
  - Classement général : 80e
- Coupe du monde 1982 :
  - Classement général : 66e
- Coupe du monde 1984 :
  - Classement général : 67e
- Coupe du monde 1985 :
  - Classement général : 31e
- Coupe du monde 1986 :
  - Classement général : 45e
- Coupe du monde 1987 :
  - Classement général : 45e
- Coupe du monde 1988 :
  - Classement général : 50e
- Coupe du monde 1989 :
  - Classement général : 59e
- Coupe du monde 1990 :
  - Classement général : 26e
- Coupe du monde 1991 :
  - Classement général : 30e
    - 1 victoire en slalom : Mont Hutt
- Coupe du monde 1992 :
  - Classement général : 30e
- Coupe du monde 1993 :
  - Classement général : 34e
- Coupe du monde 1994 :
  - Classement général : 33e

### Arlberg-Kandahar
- Meilleur résultat : 4e place dans le slalom 1993 à Garmisch